# 燈野
燈野（英語：Lantern Waste）是C·S·路易斯的系列小說《納尼亞傳奇》中的虛構地點，為該系列中首個出現的納尼亞場景。燈野上的路燈柱（英語：Lamp-post）標誌著納尼亞西方邊境及人類世界的入口。

## 歷史
在獅王亞斯藍用歌聲創造納尼亞後，納尼亞的土地仍處於將任何東西放上去都可快速生長的狀態。女巫賈迪絲用一根從倫敦街頭路燈柱扯下來的鐵棒試圖攻擊亞斯藍未果，鐵棒落在土上後立刻快速生長，很快就長成了路燈柱。這個路燈柱日夜不停地照亮著該處，其所在地點因此被稱為「燈野」。
多年之後，當露西透過寇克教授家裡的衣櫥來到納尼亞後，第一樣見到的事物就是燈野上的路燈柱，她隨即在路燈柱之下遇見了人羊吐納思先生。

## 靈感
C·S·路易斯生前並未明確表示納尼亞路燈柱的靈感是來自哪裡，後人對此有各種不同的說法。一種說法指路燈柱的原型來自於伍斯特郡的莫爾文，路易斯青年時曾在那裡的墨爾文學校就學，而當時的莫爾文街道有不少公共煤氣燈。另一說法認為路燈柱的原型來自於英格蘭東北部的達拉謨，1940年代時期路易斯曾在該地的杜倫大學任教。

## 改編
在電影《納尼亞傳奇：獅子·女巫·魔衣櫥》，劇組於紐西蘭的一個攝影棚內搭建燈野的布景，人工種植了兩、三百棵樹。至於路燈柱的道具則是從英國進口維多利亞時代的倫敦路燈柱而來的。依照導演安德魯·亞當森的意思，設計團隊讓路燈柱底部有根，以代表它是真的從土內長出來的。